# Lilí Brillanti
María del Roble Brillanti Ramírez (Ciudad de México; 11 de marzo de 1973), más conocida como Lilí Brillanti, es una actriz y conductora mexicana. Actualmente se desempeña como regidora de Movimiento Ciudadano en Cuautla (Morelos) por el periodo de 2025-2027

## Biografía
Estudió ciencias de la comunicación en la Universidad Nacional Autónoma de México y arte dramático en el Instituto Nacional de Bellas Artes. Además es egresada del Centro de Educación Artística (CEA de Televisa).

## Carrera profesional
En 1994 se dio a conocer en el programa de televisión Pácatelas, conducido por Paco Stanley, y en 1999 fue reportera del programa Duro y Directo. Más tarde, se integró al elenco de Todo se vale y en Vida TV fue conductora, al lado de Galilea Montijo y Héctor Sandarti.
En 2010 se incorpora a las filas de TV Azteca.
Ingresó como presentadora de Venga la alegría, aunque por sus bajas audiencias del programa, sale del aire y regresaron los antiguos conductores.
Participó en las telenovelas Amor real, Las tontas no van al cielo y Camaleones. También puso su propio show cómico.
En el 2012 regresó a Venga la Alegría y trabajó en el programa todas las mañanas del cual salió en 2013.
En el 2016 regresó a Televisa y con su regreso participó en el programa Como dice el dicho.
Ha posado completamente desnuda en varias ocasiones para diferentes revistas; lo hace en dos ocasiones para la revista H Extremo, posando en 2008 y en 2010; mientras que, para la revista Playboy México, posa desnuda en 2014.
En 2024 compitió en las Elecciones Estatales de Morelos 2024 para convertirse en presidenta municipal de la ciudad de Cuautla (Morelos) por el partido de Movimiento Ciudadano (partido político). La actriz no logró la presidencia municipal, sin embargo logro conseguir una regiduría en el municipio. Actualmente sigue en el cargo por el periodo de 2025-2027